# タウバービショフスハイム
タウバービショフスハイム (ドイツ語: Tauberbischofsheim, ドイツ語発音: [ta‿ubɐˈbɪʃɔfsha‿im] ( 音声ファイル)) は、ドイツ連邦共和国バーデン＝ヴュルテンベルク州マイン＝タウバー郡の郡庁所在都市。ハイルブロン＝フランケン地域連合の中級中心都市である。

## 地理

### 位置
タウバービショフスハイムはバーデン＝ヴュルテンベルク州のフランケン部分にあたるタウバーフランケン地方に位置している。

### 気候
年間降水量は580mmである。この降水量はドイツ気象局の全国平均よりも17%程度低い数値である。最も乾燥するのは2月、最も多雨なのは6月である。最も降水量が多い月は最も乾燥する月の2倍以上の雨が降る。

### 市の構成
タウバービショフスハイム市には、ディーンシュタット、ディシュテルハウゼン、ディッティヒハイム、ディットヴァール、ホッホハウゼン、イムプフィンゲンの各市区がある。これらの市区は、かつて独立した自治体であった同名の町村と同じ領域である。市の名前、ハイフン、「シュタットタイル」の後に市区名を付けるのが公式な名称である。たとえばディーンシュタットの場合、タウバービショフスハイム＝シュタットタイル・ディーンシュタットが公式な名称となる。市区は、バーデン＝ヴュルテンベルク州の自治体令が規定している居住区でもある。また各市区は区議会と区長による自治組織を有する。, 
| ディーンシュタット | ディシュテルハウゼン | ディッティヒハイム | ディットヴァール | ホッホハウゼン | イムプフィンゲン |
| ------------------ | -------------------- | ------------------ | ---------------- | -------------- | ---------------- |

## 歴史
この街は836年の聖リオバの事蹟録に Biscofesheim という名で初めて記録されている。聖リオバがこの地に女子修道院を設立したという内容である。

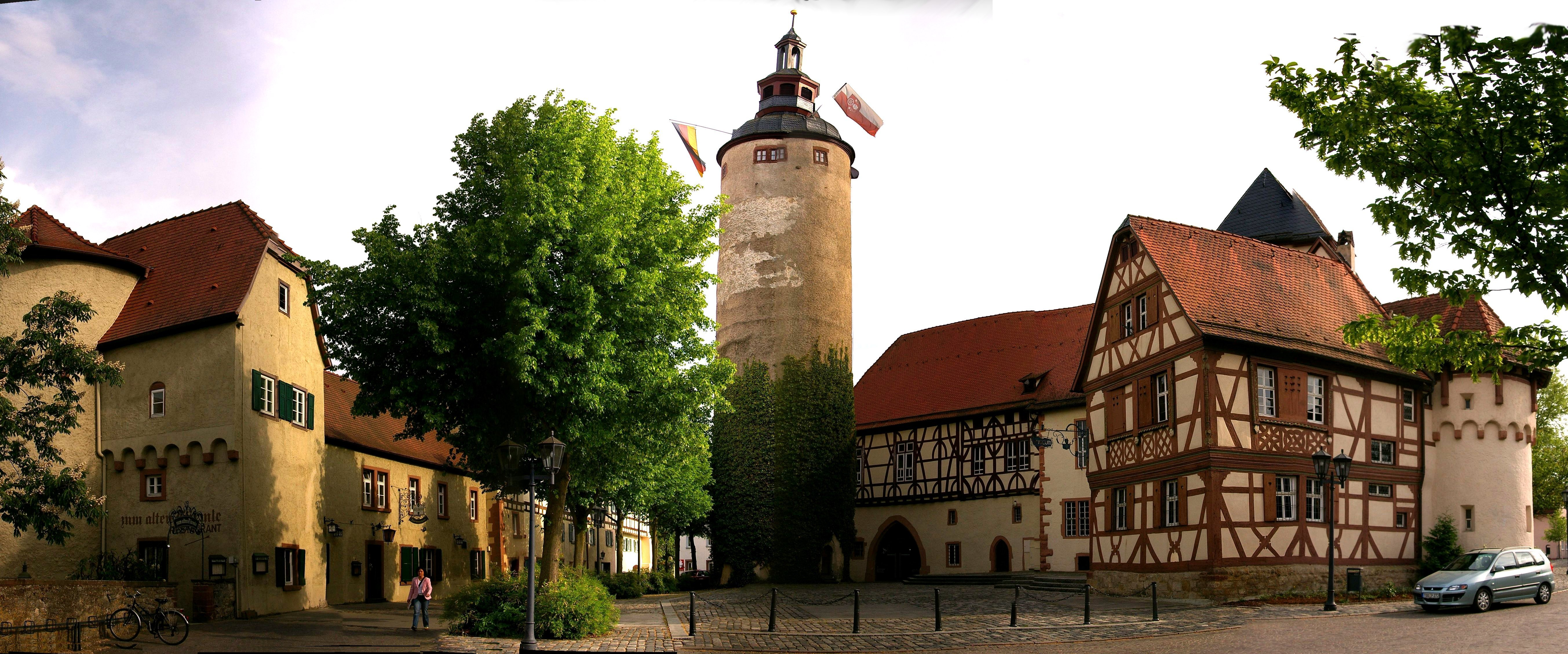
マインツ選帝侯の城館

タウバービショフスハイムへの都市権授与は、1237年に皇帝フリードリヒ2世によってなされた。1240年頃にマインツ選帝侯にレーエンとして授けられ、1248年のマインツの会計台帳には civitas（都市）と記録されている。マインツ選帝侯の城は都市領主の居館兼執務施設であった。1346年から1527年までタウバービショフスハイムは、アモールバッハ、アシャッフェンブルク、ブーヒェン、ディーブルク、キュルスハイム、ミルテンベルク、ゼーリゲンシュタット、ヴァルデュルンとともに九都市同盟を結んでいたが、ドイツ農民戦争に加担したことから、アルブレヒト・フォン・マインツの治世下にこの同盟は破棄された。タウバービショフスハイムは自治権をも失った。後にこの街はマインツ選帝侯支配下のアムト（地方行政の役所）の所在地となった。
19世紀までこの街の名前は「ビショフスハイム」であったが、ビショフスハイム・アム・ネッカー（現在のネッカービショフスハイム）やビショフスハイム・アム・ホーエン・シュテーク（現在はライナウのラインビショフスハイム区）と区別を明確にするために現在の名前に改名された。なお、金融業で著名なビショフスハイム家の家名はこの町に因むものである。
帝国代表者会議主要決議に基づく世俗化によりタウバービショフスハイムは1803年にライニンゲン侯領となった。ここでもアムトの地位は保たれた。ライン同盟によりわずか3年間でこの侯領は廃止された。これに伴いタウバービショフスハイムはバーデン大公領に編入され、ベツィルクスアムト・タウバービショフスハイム（ベツィルクスアムトは地方行政の役所）が設けられた。1866年、マイン出兵の際のタウバービショフスハイムの戦いで、エドヴィン・フォン・マントイフェルおよびアウグスト・カール・フォン・ゲーベンが率いるプロイセン軍はヴュルテンベルク軍に勝利したのだが、この街はオーストリア側についた。アルベルト・シュヴァイツァー通りに戦没者記念碑が建立された。
ナチス専制下では、この街のユダヤ人は特に地域ぐるみの迫害に苦しめられた。ポーランド侵攻後この町に残ったユダヤ人は、1939年9月3日に突撃隊に追い立てられて集められ、首に「私達は戦争挑発者だ」と書かれたプラカードを掛けてシナゴーグへ行進させられた。シナゴーグでは跪いて地面にキスを強要された。さらにその後彼らは川に突き落とされた。そして15家族が数週間にわたって監禁された。1981年、市役所のロビーにホロコーストで殺害された35人のユダヤ教信者の記念板が取り付けられた。
1938年にベツィルクスアムトはタウバービショフスハイム郡となり、1952年に新設のバーデン＝ヴュルテンベルク州に編入され、1973年にタウバー郡、現在のマイン＝タウバー郡に再編された。

### 市区

#### ディーンシュタット
ディーンシュタットは人口355人で、タウバービショフスハイムの西、リンダーバッハタールに位置する。
1314年に「Diestadt」の名前で初めて記録されているが、1341年には現在のDienstadtと呼ばれている。
ディーンシュタットは現在も農村の風情を残している。路傍にキリスト像や十字架が多く祀られている様子は「聖母の小国」の特色である。聖ヤーコプスに捧げられた教会と小さなマリア教会がある。
タウバービショフスハイムからディーンシュタット、キュルスハイム、ミルテンベルクを経由してフランクフルト・アム・マインに至る古い通商路が通っている。この街道は遊歩道として利用されており、また一部はタウバータール自転車道に接している。

#### ディシュテルハウゼン
ディシュテルハウゼンは人口983人で、タウバービショフスハイムの南、タウバータール自転車道沿いに位置する。
ディシュテルハウゼンには、バルタザール・ノイマンの監督下で1731年に建造されたバロック教会、聖マルクス教会がある。何棟かの木組み建築、ツォーベル城、ワイン商人アーベンダンツの1758年建造の屋敷が遺されている。私営のホレンバッハ家農場博物館もある。
タウバー川の対岸には1472年建造の聖ヴォルフガング礼拝堂がある。ここは、毎年聖霊降臨祭の月曜日に開催される聖ヴォルフガングの騎行のゴールである。この長い伝統を持つ教会祭のために、遠近から信者達がディシュテルハウゼンの教会に訪れる。司祭に導かれた騎馬パレードはタウバー川対岸の聖ヴォルフガング礼拝堂に進む。祝祭の神事では、すべての病にかかった人や動物の代願の祈りを聖ヴォルフガングに捧げる。続いて騎手、馬車、馬に祝福が与えられる。

#### ディッティヒハイム
ディッティヒハイムは人口1,024人で、タウバービショフスハイムの南、タウバータール自転車道沿いに位置する。
新石器時代の墓地遺跡が4,000年前にはすでに定住者がいたことを証明している。文献上最初の記録は772年になされている。フランク王国時代にはディッティヒハイム騎士家という貴族があった。
ディッティヒハイムには1748年にバルタザール・ノイマンによって建設されたバロック教会の聖ヴィートゥス教会がある。また、装飾性豊かな路傍のキリスト像が数多くある。

#### ディットヴァール
ディットヴァールは人口788人、タウバービショフスハイムの南西、ムックバッハタールに位置している。
ディットヴァールには1753年に建設されたバロック教会の聖ラウレンティウス教会がある。1660年以降、クロイツヘルツレへの巡礼が行われた。

#### ホッホハウゼン
ホッホハウゼンは人口788人で、タウバービショフスハイムの北、タウバータール自転車道沿いに位置する。
ホッホハウゼンは780年頃のエーバーハルディ・コデックスに存在を示唆する記述があるが、実際にはっきりとした記述は1149年が初出である。1244年から1393年までは村に貴族がいた。この村の土地、財産、権利の中世後期における所有者で重要なのは、マインツ選帝侯の他、ヴェルトハイム伯、レーエン領主となったローゼンベルク男爵、ヴュルツブルク司教やエヒター男爵などである。
1865年から1867年のタウバータール鉄道の建設は、集落の中心部と果樹園やブドウ畑を分断した。この市区は農村の雰囲気が強く、1329年に着手され1795年に完成した教会の擬宝珠型の屋根を持つ塔が見所である。ホッホハウゼンにはグリュナウアー農園や1612年にレオンハルト・プフロイントシヒによって建設された旅館「ツム・エンゲル」（天使亭）がある。
ネポムク像がある「バーデンのタウバー川で最もチャーミングな橋」がホッホハウゼンとヴェルバッハを結んでいる。

#### イムプフィンゲン
イムプフィンゲンは人口1,021人でタウバービショフスハイムの北に位置する。
教区教会の聖ニコラウス教会は中世のフレスコ画を有しており、キリスト十字架像の周遊路が区内を巡っている。

### 市町村合併
- 1971年7月1日: ホッホハウゼン、イムプフィンゲン
- 1972年1月1日: ディーンシュタット
- 1975年1月1日: ディシュテルハウゼン、ディッティヒハイム、ディットヴァール

## 行政

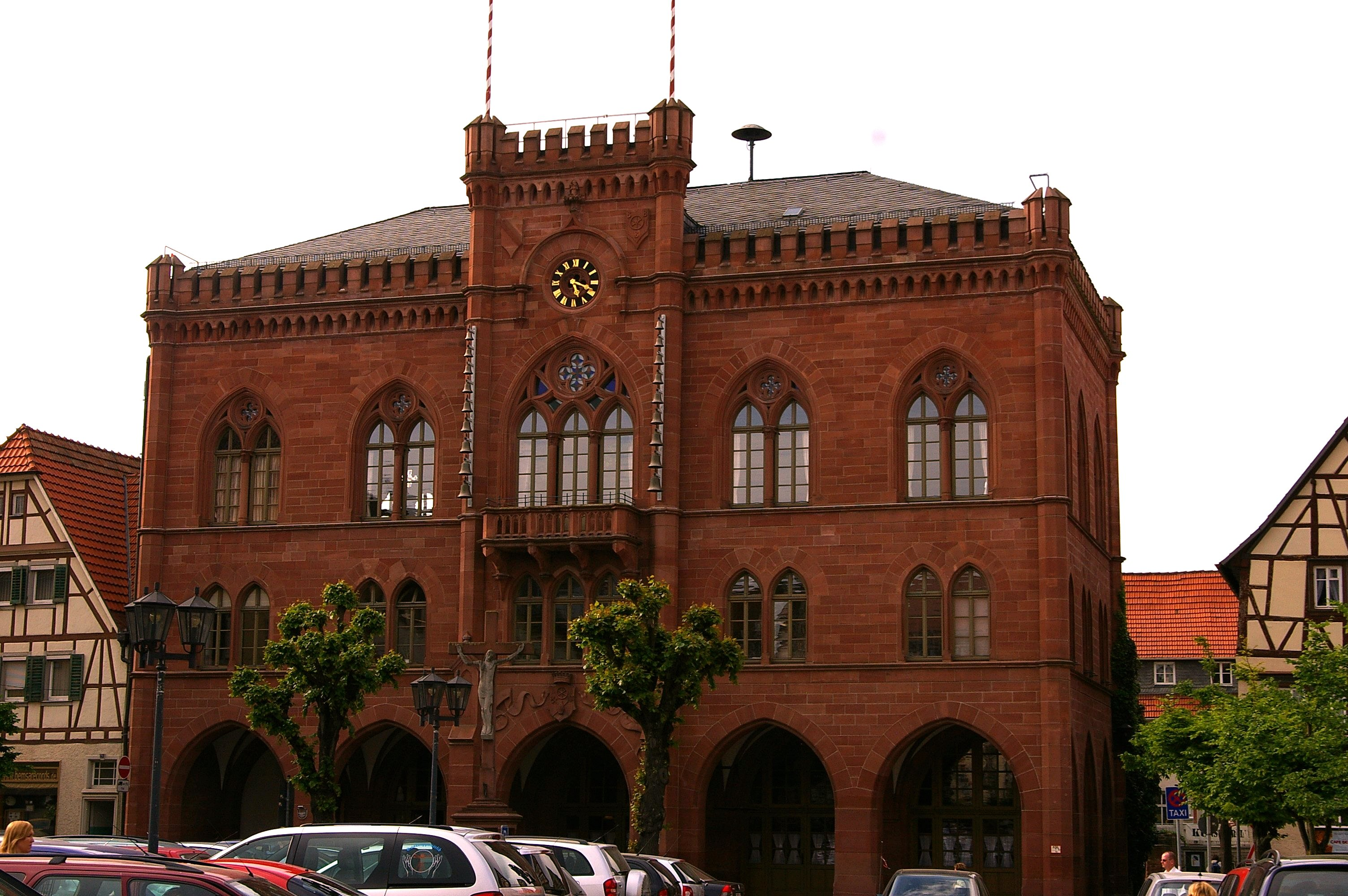
タウバービショフスハイムの市庁舎

### 市議会
タウバービショフスハイムの市議会は24議席からなる。

### 首長
2019年6月30日のタウバービショフスハイム市長選挙でアネッテ・シュミットは 39.3 % の票を獲得して第1回投票の最多得票者となった。これを承けてそれまで24年間タウバービショフスハイム市長を務めたヴォルフガング・フォッケルは第2回投票を辞退した。2019年7月14日の第2回投票でシュミットはタウバービショフスハイム市長に選出された。彼女は2019年9月1日に市長に就任した。

### 紋章
図柄: 赤地に銀の面兜。その左右の留め紐にそれぞれ2輪ずつ銀のバラ型。兜の上には兜飾りとして6本スポークのマインツの輪。
1309年から1726年まで用いられた市の印章はマインツの輪が飾りに付いた面兜を描いたものであったが、後に兜はミトラに置き換えられた。1499年の古い印章には「SIGILLVM CIVITADIS. D'BISCHOFISHEIM」（タウバービショフスハイム市の印）という文言が書かれている。1516年の市の機密印には、後ろに曲がった兜頭巾の兜（後に垂れ飾りのない司教冠に置き換えられる）と、その下にマント、上にマインツの輪が浮かんだ形で描かれている。1849年から1854年には「STADTMAGISTRAT TAUBERBISCHOFSHEIM」（タウバービショフスハイム市当局）と書かれた彩色印章が使われた。この印にはマインツの輪とその上下左右に「B」の文字が配されていた。その後マインツの輪は飾りとして描かれるようになった。1895年、ゲネラルランデスアルヒーフは「紋章学的に誤りのない印章」とするようコメントした。特にミトラに飾りを付けてはならない事を指摘した。市議会は1961年1月9日に、最も古い印章例に沿った市章を採択した。1961年12月14日、この紋章と、銀 - 赤の市旗の使用権が内務省通達によって市に与えられた。

### 姉妹都市
- ドゥーダーシュタット: タウバービショフスハイムは1961年にニーダーザクセン州のドゥーダーシュタットと姉妹都市協定を締結した。両市は、連邦の「いなかの社会構造が脆弱な都市」支援計画に加盟し、ドゥーダーシュタットを含む旧東西ドイツ国境地域の援助・強化に取り組んでいる。
- ヴィトリー＝ル＝フランソワ: 北部バーデン行政管区とフランスのマルヌ県との姉妹地域協定が1963年に締結された。これが契機となり、タウバービショフスハイムは1966年にヴィトリー＝ル＝フランソワと姉妹都市協定を結んだ。

## 文化と見所
タウバービショフスハイムは、いずれも見所に恵まれたロマンティック街道、ジークフリート街道、タウバータール自転車道沿いに位置している。

### 博物館
タウバーフランケン博物館が、マインツ選帝侯の城館内にある。

### 建築
かつて市壁で囲まれていた旧市街内には、13世紀後半に源を持つ「マインツ選帝侯の城館」や数多くのルネサンス建築がある。聖リオバが創建した女子修道院の後継にあたる建物群は、現在でも町の景色を特徴づけている。クロスターホーフ（修道院の中庭）を3つの建物が取り囲んでいる。そのうちの一つである旧ドルミトリウム（寄宿舎）には現在、市当局の一部が入っている。ここからマルクト広場方面に、聖リオバが聖別した墓ロック様式の内装を持つ修道院教会がある。

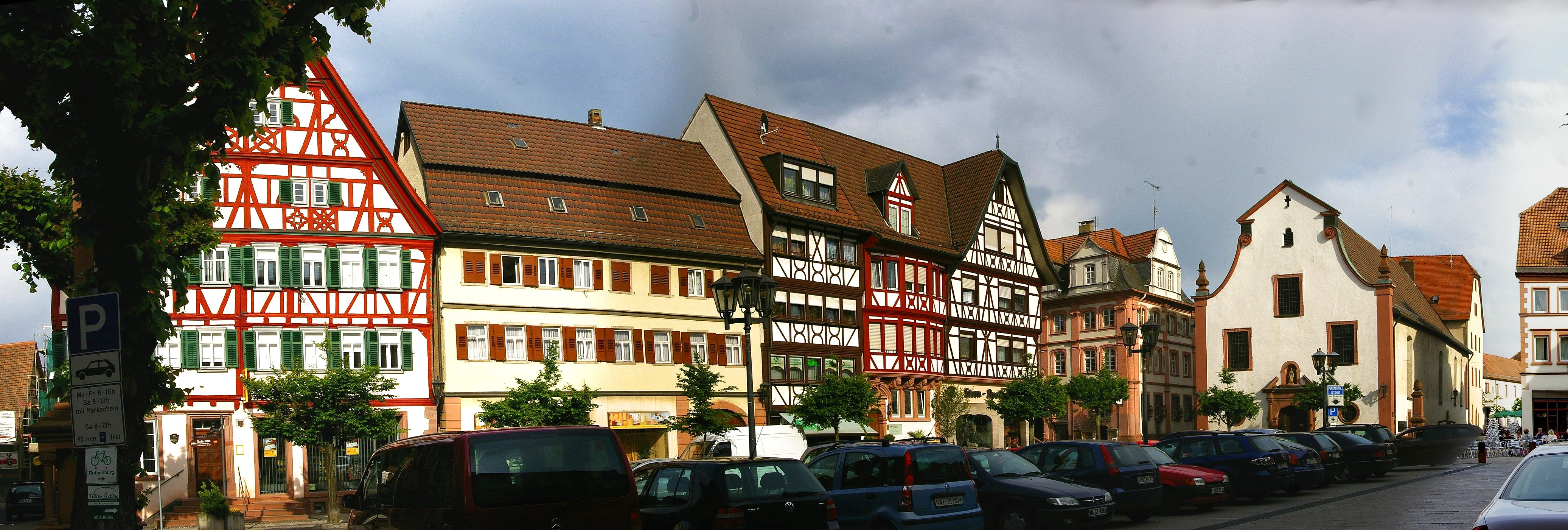
タウバービショフスハイムのマルクト広場

マルクト広場はネオゴシック様式の市庁舎と数件の木組み建築に囲まれている。1914年に建設された聖マルティン市教区教会もやはりネオゴシック様式であり、バロック様式の尖塔型屋根を持つ塔や、歴史的に受け継がれてきた数多くの美術品を所蔵している。その中には、ハンス・ショイフェラインの板絵を持つウルムのニクラウス・ヴェックマン工房で作製された祭壇や、ハンス・ムルチャーの聖母像、マティアス・グリューネヴァルトの「タウバービショフスハイムの磔刑図」のコピー（オリジナルは1900年に損傷した後、バーデン大公が購入し、カールスルーエの美術館に移された）などが含まれる。1903年にヘーベル区にビスマルク柱が建てられた。

### スポーツ
この街はフェンシングの連邦養成センターで知られ、また多くの種目でオリンピック委員会の拠点になっている。フェヒトクラブ・タウバービショフスハイムe.V. の選手はこれまでに、オリンピックで21個、世界選手権やヨーロッパ選手権では228個のメダルを獲得している。その中には、たとえばトーマス・バッハ、マティアス・ベール、アニヤ・フィヒテル、ツィタ・フンケンハウザー、イュルゲン・ヘーン、ハラルド・ハイン、アレクサンダー・プッシュらが含まれる。

## 経済と社会資本

### 交通
タウバービショフスハイムは、タウバー川沿いを走るタウバータール鉄道（クライルスハイム - ヴェルトハイム）沿線にあり、連邦アウトバーンA81号線（ヴュルツブルク - ゴットマディンゲン）および連邦道B27号線（ブランケンブルク - シャフハウゼン）、B290号線（ヴェストハウゼンまで）が市内を通っている。この都市は、マイン＝タウバー交通共同体に加盟している。1914年から1968年まではケーニヒスハイム行きの支線があり、ディットヴァール工業地域を経由していた。
グライダー用の飛行場、タウバービショフスハイム・フンゼンベルク飛行場がある。ニーダーシュテッテンの飛行場も近くにある。

### 地元企業
- ミヒャエル・ヴァイニヒAG: 世界的に有名な木材加工用機械メーカー
- VS Vereinigte Spezialmöbelfabriken GmbH & Co. KG: 教育、事務、会議室用機器を含む機械販売
- MAFAI トランスポート・システム GmbH: ベルトコンベアシステム製造
- TREPEL エアポート・イクイプメント GmbH: 民間空港用設備

### メディア
- タウバービショフスハイムには、南西ドイツ放送のラジオ報道スタジオがある。
- 日刊紙として1946年からフレンキシェ・ナハリヒテンが観光されている。
- もう一つの日刊紙としてバート・メルゲントハイムのタウバーツァイトゥングがある。

### 官庁、裁判所、施設
タウバービショフスハイムは郡行政の本部所在地であり、税務署、職業安定所など州の行政機関も多くある。また、モースバッハ裁判所管区の区裁判所もある。さらにはフライブルク司教区のタウバービショフスハイム首席司祭区の本部所在地でもある。
2008年までタウバービショフスハイムは郡の駐屯地でもあった。第121砲兵偵察大隊およびいくつかの小部隊が駐留していた。クアマインツ兵舎の閉鎖によりこれらの部隊は廃止された。

### 教育
タウバービショフスハイムには基礎課程学校が4校、職業実科学校を併設した本課程学校が1校、実科学校が1校、一般教養ギムナジウムが1校（マティアス・グリューネヴァルト・ギムナジウム）および養護学校が1校ある。マティアス・グリューネヴァルト・ギムナジウムの歴史は1688年にフランシスコ会創設したラテン語学校にまで遡る。
マイン＝タウバー郡は、2校の職業学校と郡立病院附属の看護学校を運営している。

## 人物

### 出身者
- マティアス・ベール（1955年 - ）フェンシング選手。モントリオールオリンピック金メダル、ロサンゼルスオリンピック銀メダル、ソウルオリンピック銀メダル。
- アレクサンダー・プッシュ（1955年 - ）フェンシング選手。モントリオールオリンピック金メダル（個人、団体）、ロサンゼルスオリンピック金メダル、ソウルオリンピック銀メダル。
- ゲラルド・エールマン（1959年 - ）サッカー選手。ゴールキーパー。
- ウルリヒ・シュレック（1962年 - ）フェンシング選手。ソウルオリンピック銀メダル、バルセロナオリンピック金メダル。
- アニヤ・フィヒテル（1968年 - ）フェンシング選手。ソウルオリンピック金メダル（個人、団体）、バルセロナオリンピック銀メダル、アトランタオリンピック銅メダル。

## 引用
1. ↑  Statistisches Landesamt Baden-Württemberg – Bevölkerung nach Nationalität und Geschlecht am 31. Dezember 2023 (CSV-Datei)
2. ↑  Max Mangold, ed (2005). Duden, Aussprachewörterbuch (6 ed.). Dudenverl. p. 767. ISBN 978-3-411-04066-7
3. ↑  Hauptsatzung der Stadt Tauberbischofsheim vom 28. November 2001
4. ↑  Das Land Baden-Württemberg. Amtliche Beschreibung nach Kreisen und Gemeinden. Band IV: Regierungsbezirk Stuttgart, Regionalverbände Franken und Ostwürttemberg. Kohlhammer, Stuttgart 1980, ISBN 3-17-005708-1. S. 343–348
5. ↑  Gedenkstätten für die Opfer des Nationalsozialismus. Eine Dokumentation. Band 1. Bundeszentrale für politische Bildung, Bonn 1995, ISBN 3-89331-208-0. S. 92
6. ↑  “Klarer Etappensieg für Anette Schmidt” (2019年7月2日). 2020年5月15日閲覧。
7. ↑  “Tauberbischofsheims Bürgermeister zieht Bewerbung zurück” (2019年7月3日). 2020年5月15日閲覧。
8. ↑  “Tauberbischofsheim | Staatsanzeiger BW”. 2020年5月15日閲覧。